# Listă de filme de groază din 1981
Aceasta este o listă de filme de groază din 1981.